# Ogcodes floridensis
Ogcodes floridensis är en tvåvingeart som beskrevs av Curtis W. Sabrosky 1948. Ogcodes floridensis ingår i släktet Ogcodes och familjen kulflugor.
Artens utbredningsområde är Florida. Inga underarter finns listade i Catalogue of Life.